# Little Nightmares III
Little Nightmares III est un jeu vidéo d'aventure, d'horreur et de plates-formes développé par Supermassive Games et publié par Bandai Namco Entertainment, prévu pour octobre 2025 sur Nintendo Switch, PlayStation 4, PlayStation 5, Microsoft Windows, Xbox One et Xbox Series. Il s'agit d'une suite aux deux premiers jeux Little Nightmares et Little Nightmares 2. Le jeu suit deux nouveaux enfants protagonistes, Low et Alone, alors qu'ils naviguent à travers The Nowhere et échappent à une menace imminente. Sa sortie est prévue en 2025.

## Système de jeu
Comme les jeux précédents de la série, Little Nightmares III se déroule dans un univers en 2,5D. Le joueur doit explorer le monde, rencontrant occasionnellement des sortes de plateformes ou être bloqué par des énigmes qui doivent être résolues pour continuer. Le joueur peut jouer en solo aux côtés d'un compagnon IA, à l'instar du second opus qui permettait déjà cet fonctionnalité avec le personnage de Six, ou désormais avec un autre joueur en coopération en ligne. Les deux personnages principaux ont des mécanismes de jeu différents, Low brandissant son arc et ses flèches et Alone utilisant sa clé.

## Développement
En 2021, Tarsier Studios confirme que Little Nightmares 2 sera leur dernier jeu de la série puisqu'ils ont été acquis par Embracer Group en décembre 2019. Les droits intellectuels de Little Nightmares appartenant désormais à Bandai Namco, l'éditeur compte poursuivre la série sans Tarsier.
En août 2023, Little Nightmares III est dévoilé lors de la soirée d'ouverture en direct de la Gamescom, la Gamescom's Opening Night Live,. Contrairement à ses prédécesseurs, le jeu est uniquement développé par Supermassive Games et non par le développeur original de la franchise. Supermassive possède une expérience antérieure sur la franchise Little Nightmares grâce au développement des portages améliorant les versions PlayStation 5 et Xbox Series du jeu précédent.
Une série de podcasts liés, intitulée The Sounds of Nightmares, est également annoncée : six épisodes sont publiés sur la chaîne YouTube de Bandai Namco Europe du 22 août au 19 septembre 2023.